# Щукино (Пустошкинский район)
Щу́кино — деревня в Пустошкинском районе Псковской области России. Административный центр Щукинской волости.

## География
Деревня расположена в 40 км к северу от города Пустошка.

## Население
| 2002 | 2010 |
| ---- | ---- |
| 233  | ↘221 |

Численность населения деревни по оценке на начало 2001 года составляла 323 жителя.